# Деркач Борис Андрійович
Бори́с Андрі́йович Дерка́ч (7 жовтня 1929 , Нехайки, Драбівський район, Прилуцька округа, Українська СРР, СРСР  — 16 липня 2007 ) — український літературознавець і критик, лауреат Шевченківської премії.

## Дитинство
Народився 7 жовтня 1929 року в селі Нехайки, тепер Драбівського району Черкаської області. У 1931 родина переїхала до Києва.
1941 року разом з матір'ю був евакуйований до м. Чимкент Південно-Казахстанської області, після звільнення України в 1944 повернувся до Києва, де продовжив навчання в середній школі, а 10-й клас закінчив у селі Нехайки Драбівського району Черкаської обл.

## Освіта і наукові ступені та звання
- У 1952 закінчив Київський державний університет ім. Т. Г. Шевченка за спеціальністю «філолог російської мови та літератури».
- Після закінчення аспірантури Інституту літератури ім. Т. Г. Шевченка АН УРСР 1956 року захистив кандидатську дисертацію «Драматургія І. А. Крилова».
- Доктор філологічних наук з 1975.

## Кар'єра
- З 1955 працює в Ін-ті л-ри ім. Т. Г. Шевченка НАН України. Працював молодшим, а з 1960 — старшим науковим співробітником Інституту літератури ім. Т. Г. Шевченка,
- з 1964 — ученим секретарем цього ж інституту.
- У другій половині 1973 Б. А. Деркач очолив відділ української дожовтневої літератури й керував ним до 1981 р.
- З 1973 по 1978 був членом редколегії журналу «Радянське літературознавство»,
- з 1978 — член редакційної ради видавництва «Дніпро», заступник голови редколегії видання «Літературна класика» в 70-ти томах.
- З березня 1994 — у відділі шевченкознавства (тоді — група ШЕ). Провадив (спільно з І.Бажиновим) тему зв'язків творчості Шевченка з українською та російською літературами.

## Твори
Досліджував історію української і російської дожовтневої літератур, українсько-російські літературні взаємозв'язки.
Автор монографій:
- «С. Васильченко» (1957),
- «Українська перекладна повість XVII—XVIII ст.» (1961),
- «Крилов» (1969),
- «Є. Гребінка» (1973),
- «І. А. Крилов і розвиток жанру байки в українській дожовтневій літературі» (1974),
- «Л. І. Глібов» (1982),
- «П. П. Білецький-Носенко» (1988).

Один з авторів:
- «Історії української літератури» в 2-х томах (т. І, 1987),
- «Історії українсько-російських літературних зв'язків» у 2-х томах (т. І, 1987).

Один з упорядників літературної спадщини Г. Сковороди, І. Котляревського, П. Білецького-Носенка, П. Гулака-Артемовського, Є. Гребінки, І. Франка, О. Васильченка.
Упорядник антологій:
- «Українська дожовтнева байка» (1966),
- «Поети-романтики 20— 40-х pp. XIX ст.» (1968),
- «Українська байка» (1983, разом з В. Косяченком).

Був одним із редакторів, заступником голови редколегії Зібрання творів Івана Франка у 50-ти томах, розробляв наукові принципи цього зібрання, рецензуванням і науковим редагуванням томів. Був відповідальним редактором томів 11, 42 і 44. Разом з М. Д. Бернштейном і Ф. П. Погребенником розробляв картотеку імен, які зустрічаються у виданні.

## Відзнаки
- Шевченківська премія 1988 разом з І. О. Дзеверіним, М. Д. Бернштейном, Н. О. Вишневською, О. Є. Засенком, О. В. Мишаничем, Ф. П. Погребенником, М. Т. Яценком за наукову редакцію, підготовку текстів та упорядкування Зібрання творів І. Я. Франка у 50-ти томах.
- Почесна грамота Президії Національної академії наук України.